# Limnebius oblongus
Limnebius oblongus är en skalbaggsart som beskrevs av Claudius Rey 1883. Limnebius oblongus ingår i släktet Limnebius och familjen vattenbrynsbaggar. Inga underarter finns listade i Catalogue of Life.